# Platystethus alutaceus
Platystethus alutaceus är en skalbaggsart som beskrevs av Thomson 1861. Platystethus alutaceus ingår i släktet Platystethus, och familjen kortvingar. Enligt den finländska rödlistan är arten nära hotad i Finland. Arten är reproducerande i Sverige. Artens livsmiljö är ruderatmarker, vägrenar och banvallar.